# Elisabethschule (Dresden)
Die Elisabethschule war eine private höhere Mädchenschule in Dresden von 1850 bis etwa 1944. Sie war die am längsten bestehende Mädchenschule in der Stadt.

## Geschichte
1850 wurde eine Erziehungs- und Unterrichtsanstalt für Mädchen in Dresden gegründet.
1873 nannte sie eine harmonische, Körper und Geist gleich berücksichtigende Erziehung ihre Hauptaufgabe. Sie warb mit einem großen Garten, kleinen Klassen mit zehn bis zwölf Kindern, kurzen Unterrichtsstunden, täglichem Turnunterricht, viel Erholung im Freien und modernsten Sitzbänken mit hohen Lehnen und Fußtritten.  In dieser Zeit gab es zehn Lehrer bzw. Lehrerinnen.
Seit etwa 1900 hieß sie Elisabethschule.
1907 bot sie Winterkurse für Italienisch, Französisch, Englisch, Verkehrsgeographie und Kolonialgeschichte, Geschichte und Literatur der neuesten Zeit, Kunstgeschichte, Musikgeschichte, sowie Stenographie, Haushaltsrechnen und Maschinenähen im Pensionat für Töchter christlicher feingebildeter Kreise für 800 Mark an.
1920 hatte sie zehn Klassen, die zur Reifeprüfung für höhere Mädchenschulen führen sollten. In diesem Jahr gab es 260 Schülerinnen.
Seit etwa 1923 wurde sie als evangelische Mädchenschule weitergeführt.
Um 1939 wurde sie mit der Privaten Mädchenschule von Margarette Balsat zur Elisabeth- und Balsatschule zusammengeschlossen.
Seit 1941 bestand sie als Private Mittel- und Volksschule für Mädchen weiter.
Sie wurde zwischen 1943 und  Anfang 1945 geschlossen.
Adressen
- Bürgerwiese 15, 1873
- Bürgerwiese 10, spätestens 1900–um 1941[10]
- Münchner Straße 2, um 1941–mindestens 1943

Leiterinnen
- Emma und Thecla Reinhardt, 1873
- Marie Kretzschmar, vor 1900–nach 1919
- Margarete Sahre, vor 1924–nach 1942